# Brachypogon nicolaii
Brachypogon nicolaii är en tvåvingeart som beskrevs av Debenham 1991. Brachypogon nicolaii ingår i släktet Brachypogon och familjen svidknott. Inga underarter finns listade i Catalogue of Life.